# 妊娠期肝內膽汁淤積症
妊娠期肝內膽汁淤積症（Intrahepatic cholestasis of pregnancy，ICP）又名妊娠黄疸，是一种妊娠期的皮膚病以皮肤瘙癢為主要症狀。瘙痒通常很严重，特別是在夜间。虽然最初通常沒有皮疹，但抓挠後会造成皮肤破损，而產生皮疹。其他症状包括可能皮膚颜色變黄和右上腹不适。通常在妊娠晚期发病；但偶尔也可能更早。
该病的风险因子包括遗传，半数患者有家族病史，及怀有雙胞胎。可能的致病機轉與荷爾蒙濃度过高，之後造成肝臟內的胆汁淤积有關。依症状和血液中的胆汁酸濃度大于10 μmol/L（4.08 mcg/mL）診斷。
补充硒可能会減少妊娠期肝內膽汁淤積症的發生。改善症狀的方式，包括：提早在妊娠36至38周分娩，使用熊去氧胆酸，或加上抗組織胺藥。婴儿的可能并发症包括早產、胎便吸入症候群和宫内死亡。母亲的可能并发症包括胆结石和維生素K缺乏症。虽然症狀通常在产后两周内消失，但在之後的怀孕中经常复发。
在西方国家，妊娠期肝內膽汁淤積症占妊娠总数的0.1%至1.5%。玻利维亚的发病率约为9%，智利某些地区則高达28%。好發於冬季。此病最早由阿爾費爾德（Ahlfeld）于1883年描述。

## 外部連結
- E A Fagan "Intrahepatic cholestasis of pregnancy" （页面存档备份，存于）